# چاتاهوچی (فلوریدا)
چاتاهوچی (به انگلیسی: Chattahoochee) شهری در شهرستان گدسن ایالت فلوریدا است که در سال ۱۹۲۱ بنیان‌گذاری شده‌است. این شهر طبق سرشماری سال ۲۰۱۰ میلادی، ۳٬۶۵۲ نفر جمعیت داشته و مساحت آن نیز ۱۴٫۶ کیلومتر مربع است.